# Otto Francke (Pädagoge)
Karl Otto Ludwig Francke (* 5. Dezember 1855 in Weimar; † 3. Mai 1930 ebenda) war seit 1897 Lehrer in Weimar. Er war zudem auch Germanist und Philologe.

## Leben und Werk
Francke besuchte das Wilhelm-Ernst-Gymnasium Weimar und studierte im Anschluss in Jena, München und Leipzig bis 1879. Er promovierte in München, bevor er in den höheren Schuldienst eintrat. Nach einem zweijährigen Studienaufenthalt trat er 1885 in den Schuldienst ein und war bis 1923 Lehrer am Wilhelm-Ernst-Gymnasium. Außer Übersetzungen und Abhandlungen für das Theater gab er zum 200sten Bestehen des Wilhelm-Ernst-Gymnasiums 1916 eine Geschichte dieser Schule heraus. Er war Mitbegründer der Goethe-Gesellschaft. Bei der Gründung der Goethe-Gesellschaft führte Francke das Protokoll. Francke war im geschäftsführenden Ausschuss und zeitweilig Vorsitzender der Deutschen Shakespeare-Gesellschaft. 1891 gab Franke erstmalig das Rote Buch von Weimar heraus.

## Werke (Auswahl)
- Terenz und die lateinische Schulcomedie in Deutschland, 1877.
- Mountfords Faustfarce, 1886.
- Goethes Versuch Terenz und Plautus auf die Weimarer Bühne zu bringen, 1887.
- Regesten zur Geschichte des Gymnasiums zu Weimar, 1888.
- Was haben die Engländer für die Reinhaltung ihrer Sprache getan? 1890.
- Das Rote Buch von Weimar. Zum erstenmale hrsg. und erläutert von Otto Franke (=Thüringisch-sächsische Geschichtsbibliothek Bd. 2), Friedrich Andreas Perthes, Gotha 1891.
- Herder und das Weimarische Gymnasium, 1893.
- Geschichte des Wilhelm-Ernst-Gymnasiums in Weimar, 1916.